# セルジオ・レオーネ
セルジオ・レオーネ（Sergio Leone、1929年1月3日 - 1989年4月30日）は、イタリアの映画監督、映画プロデューサー、脚本家。ローマ出身。1960年代に『荒野の用心棒』を始めとするイタリア製西部劇をヒットさせ、世界中でマカロニ・ウェスタンブームを巻き起こした。

## 経歴

### 生い立ち
セルジオ・レオーネは1929年1月3日にローマに生まれた。父親は黎明期のイタリア映画界で活躍した映画監督のヴィンチェンツォ（別名ロベルト・ロベルティ）、母親は元女優のエドウィジェである。両親共に映画関係者だったレオーネは、幼い頃から映画を身近なものとして慣れ親しんだと言う。
1946年に当時17歳のレオーネは、父親の反対を押し切って映画界入り、イタリア国内でイタリア人監督と映画を撮影中のアメリカ人監督の下で助手として働き出す。レオーネが映画製作に携わることには反対したものの、父親の映画監督としての人脈は若いレオーネにとって大きな助けとなった。父親の友人であった映画監督のマリオ・ボンナルドには特に目を掛けられ、レオーネは多くのボンナルド監督作品で助監督を担当することになる。また、19歳の時に初めて映画の脚本を執筆する。

### 長い下積み時代
1950年代後半のイタリアは俗に「ソード&サンダル」と呼ばれる空前の歴史劇ブームを迎えており、このブームに乗ろうとして数多くの歴史劇映画がイタリアで撮影された。レオーネもイタリア資本、アメリカ資本を問わず多くの歴史劇映画製作に参加することになる。1959年にレオーネはハリウッド超大作『ベン・ハー』の第2班監督を担当する。後年レオーネは『ベン・ハー』の有名な戦車競争のシーンを監督したのは自分だと主張していたが、これはやや誇張が入っており、実際は戦車競争のシーンの撮影に協力したイタリア人スタッフの一員に過ぎなかったとされる。レオーネは歴史劇以外にも様々な作品の製作に携わり、映画製作のノウハウを身につけていった。監督のマリオ・ボンナルドが病気のため降板した『ポンペイ最後の日』（1959年）をレオーネが引き継いだこともあったが、レオーネの名前が実際にクレジットされた監督デビュー作は1961年に公開された『ロード島の要塞』である。
『ポンペイ最後の日』も『ロード島の要塞』も興行的には成功を収めたものの、レオーネ本人が後年これらの作品に全く郷愁を感じないと述懐しているように、この頃に監督した歴史劇映画はあくまで職業監督としての仕事に過ぎないものだった。レオーネ研究家たちもこの時期の作品にはレオーネらしさが見られず、また映画の質自体も同時期に製作されたハリウッド製の歴史劇に劣るとして低い評価をつけている。

### 「ドル箱三部作」
1960年代に入り『ソドムとゴモラ』（1962年）、『山猫』（1963年）、『クレオパトラ』（1963年）といった歴史劇大作が次々と興行的に失敗、イタリアの歴史劇バブルは急速に終焉し、同時にイタリアの映画産業自体も大打撃を受ける。この頃、レオーネはイタリアで公開された黒澤明の『用心棒』（1961年）に深い感銘を受け、1964年に『用心棒』を西部劇風に翻案した『荒野の用心棒』を監督する。『荒野の用心棒』は低予算での製作ながら本国イタリアのみならず世界的に大ヒットし、1960年代後半のマカロニ・ウェスタンブームの火付け役となった。しかし、製作にあたり正式な許可を得ていなかったため公開後盗作問題が浮上、黒澤側に著作権侵害だとして訴えられることになる。裁判の結果を受けてレオーネたちは、黒澤プロにアジアでの配給権と全世界における興行収入の15%を支払うことになった。
『荒野の用心棒』の成功を見た不況のイタリア映画界はその後、ヨーロッパ全土でマカロニ・ウェスタンを量産、またレオーネ自身もすぐに新作に取り掛かることになる。レオーネが『荒野の用心棒』の次に放った作品が、1965年製作の『夕陽のガンマン』である。『夕陽のガンマン』は前作同様大ヒットを記録、この映画でレオーネは独自の演出スタイルを確立し、名実共にマカロニ・ウェスタンの巨匠と目されるようになる。
これら2作品の興行的成功で実力を認められたレオーネは、1966年にハリウッドのユナイテッド・アーティスツから出資を受け、120万ドルの予算を費やして大作『続・夕陽のガンマン』を監督する。南北戦争の動乱を舞台に3人のガンマンが隠された金貨を巡って争うこの作品は、従来のマカロニ・ウェスタンの枠組みを超えたスペクタクル巨編として完成する。クエンティン・タランティーノは本作をベスト1に推す。『荒野の用心棒』から『続・夕陽のガンマン』までのクリント・イーストウッド主演の三作品は、「ドル箱三部作」と呼ばれる。この頃からレオーネはハリウッド大作主義を意識した作品を手掛けるようになる。

### 「ワンス・アポン・ア・タイム三部作」
ハリウッド製西部劇を模倣したマカロニ・ウェスタンで名声を得たレオーネであったが、「ドル箱三部作」を完成させた後、本格的にアメリカに招待され、そこで西部劇を製作することになる。『続・夕陽のガンマン』で出資を行ったユナイトから持ちかけられたグレゴリー・ペックやカーク・ダグラスたちが出演する大作西部劇製作の企画を断り、レオーネは1968年にパラマウントで『ウエスタン』を撮った。この作品は自身の愛する西部劇に対する挽歌であり、これまでもオファーを迫ったことのあるチャールズ・ブロンソンやヘンリー・フォンダをはじめ、多数のハリウッドスターを出演させた野心作である。『ウエスタン』はレオーネらしいドラマ性、叙情性が遺憾なく発揮され、フランスや日本では成功を収めた。アメリカでは公開当時こそヒットしなかったものの、1970年代に入って批評家や映画監督たちに再評価された。現在ではIMDbのランキングで上位に入る人気作品になっている。
1971年には再びユナイトの下で、ロッド・スタイガー、ジェームズ・コバーン主演の大作映画『夕陽のギャングたち』を製作する。当初レオーネは監督をピーター・ボグダノヴィッチか長年レオーネ映画で助監督を務めてきたジャンカルロ・サンティに任せ、映画のプロデュースのみを担当するはずだった。しかし出演俳優たちがレオーネが監督でなければ降板すると言い張ったため、やむを得ず監督を引き受けたという。革命劇の中に西部劇の要素も含め、時代の流れに翻弄されながらお互いの友情を育んでいく2人の男の出会いと別れが描かれた本作は、豪快な見せ場と人間ドラマを活写した作品に仕上がった。
その後、レオーネはトニーノ・ヴァレリが監督したマカロニ・ウェスタンのパロディ映画『ミスター・ノーボディ』（1973年）のプロデュースや、イタリア車のCMなどを監督するが、本格的な監督業からはしばらく遠ざかっていた（一説には『ミスター・ノーボディ』のアクションパートはレオーネが監督したとも言われる）。1984年に10年以上の沈黙を破ってロバート・デ・ニーロ、ジェームズ・ウッズ主演のギャング映画『ワンス・アポン・ア・タイム・イン・アメリカ』を公開する。この映画はレオーネが長らく憧れていたアメリカに対するオマージュであり、『ウエスタン』から始まる「ワンス・アポン・ア・タイム三部作」の掉尾を飾る作品である（実際、制作開始当初は主演にヘンリー・フォンダが予定されていたが、亡くなったため実現しなかった）。公開当初は、あまりの長大さに映画会社が公開に難色を示し（オリジナル版は205分）、アメリカを始め多くの国では再編集短縮版（139分）が公開されたため、酷評された。しかし、日本やヨーロッパの一部の国ではオリジナル版がそのまま公開され高い評価を得る。その後、レオーネ自身による再編集完全版（229分）が公開され、ギャング映画の古典としての評価を確立する。

### その死
『ワンス・アポン・ア・タイム・イン・アメリカ』の完成後、レオーネは次回作としてレニングラード包囲戦を描いた戦争映画の製作を開始する。主演には前作と同様、ロバート・デ・ニーロの起用を考えていたという。しかし、映画の脚本を執筆中に過労による心臓発作で1989年4月30日に60歳で逝去した。これ以前からレオーネは肥満による健康問題に悩まされており、そのことも発作の原因となったと考えられている。
1992年に公開されたクリント・イーストウッド監督の西部劇『許されざる者』では、ドン・シーゲルと共にレオーネに対する献辞が捧げられた。

## 監督としての特徴

### 演出スタイル
遠近の使い分け、つまり役者の顔面のクローズアップの多用と、そこに遠景を巧みに織り込んだ緻密な画面構成に特徴がある。クライマックスに至るまでのゆったりとした長回し、ダイナミックに演出されたアクションシーンがその後に続くといった特徴もある。レオーネが影響を受けた先行する映画監督としてはジョン・フォードや黒澤明などが挙げられる。また、下積み時代に『自転車泥棒』（1948年）といったネオレアリズモの名作の製作に携わったことも貴重な経験になったと、後年レオーネは述べている。
様式化された西部劇の世界に、ネオレアリズモの流れを汲む即物的な暴力描写や派手なガンファイトを持ち込んだマカロニ・ウェスタンをレオーネは製作した。それらは当初アメリカでは蔑視されたが、後に逆に影響を与えることになる。レオーネ作品に特有の生々しい暴力描写や乾いた作風、男同士の友情と裏切りといったモチーフは、西部劇のみならず後世のアクション映画の監督たちにも刺激を与えた。クエンティン・タランティーノ、ジョン・ウー、ロバート・ロドリゲス、アレックス・コックスといった錚々たる顔ぶれがレオーネに対するリスペクトを表明している。日本では東映のヤクザ映画や時代劇、アニメに影響を与えた。
映画中ではしばしば登場人物のフラッシュバックが効果的に用いられる。特に印象深いのが『夕陽のガンマン』におけるエル・インディオの悪夢、『ウエスタン』におけるハーモニカの回想、『夕陽のギャングたち』におけるジョン・マロリーのアイルランド時代の思い出などである。『ワンス・アポン・ア・タイム・イン・アメリカ』ではヌードルスの1920年代と1930年代の記憶が、現代のシーンと交錯するという手法が取られた。
また、イタリア出身であるだけにオペラの影響があるとされる。

### エンニオ・モリコーネとの関係
レオーネは自身の監督作品の音楽担当に作曲家のエンニオ・モリコーネを数多く起用した。映画監督レオーネと作曲家モリコーネのコラボレーションは、監督第二作目の『荒野の用心棒』からレオーネの遺作『ワンス・アポン・ア・タイム・イン・アメリカ』まで続いた。レオーネとモリコーネは小学校の同級生であり、仕事のみならずプライベートでも親密な交際を続けていた。
撮影を終えてから場面ごとに楽曲を追加するという通常の映画撮影の手法と異なり、撮影前にエンニオ・モリコーネが作曲した楽曲でイメージを膨らませたレオーネが、そのイメージの通りに映画を撮影するという製作方法を採ったこともあった。『続・夕陽のガンマン』のクライマックスシーンや『ウエスタン』などがそうである。『ワンス・アポン・ア・タイム・イン・アメリカ』では撮影現場にモリコーネの楽曲を流すことによって、役者に音楽に合わせた演技をさせた。レオーネの映像とモリコーネの音楽は映画中で高い親和性を醸しだし、物語をよりドラマチックに演出している。
ジョージ・ルーカスも『スター・ウォーズ エピソード5/帝国の逆襲』製作の際に、『ウエスタン』の音楽の使い方を参考にしたと言われている。

### 俳優の個性を生かす才能
『荒野の用心棒』に出演し世界的に知名度を上げたクリント・イーストウッドは、もともと『ローハイド』などのTVシリーズでは人気を収めていたが、映画俳優としての評価はいまひとつだった。そんな不遇なイーストウッドをレオーネは見出し、世界的な大スターに押し上げた。イーストウッドの演じる「名無し」は、それまでの西部劇の英雄とは異なり、自らに課した掟の遵守のみに忠実で目的の実現のためには手段を選ばないという人格を持っていた。レオーネとイーストウッドが二人で作り上げた「名無し」は衝撃を以って受け入れられ、その後の創作物におけるアンチヒーローの造型に大きな影響を与えた。
『夕陽のガンマン』の共演者は当初リー・マーヴィンが予定されていた。しかしマーヴィンが『キャット・バルー』に出演するため契約を断念、そこでレオーネは代役として主にハリウッド製西部劇などで悪役を演じていたリー・ヴァン・クリーフを抜擢した。ヴァン・クリーフもイーストウッドと同じく映画界から干されていた身で、オファーが出された当時画家として糊口を凌いでいた。『夕陽のガンマン』でレオーネの期待に応える演技を見せたヴァン・クリーフは、一躍スターダムにのし上がった。これ以降ヴァン・クリーフの出演作品は増え、マカロニ・ウェスタンを代表する俳優へと出世した。
レオーネ自身は英語をほとんど話せなかったものの、ハリウッド出身の映画俳優たちと積極的に意思疎通を図っていた。撮影中、レオーネが身振り手振りで演技指導することもしばしばで、中でも『ワンス・アポン・ア・タイム・イン・アメリカ』撮影時には作中の様々な役柄をレオーネが実際に演じ分け、俳優たちを驚嘆させた。
このようにレオーネには、俳優の個性を見出し、それを十分に生かす才能があった。

### 作品のテーマ
レオーネ作品には、新しい人間の登場により消えてゆく古い人間たちを扱ったものが多い。また、男同士の友情や裏切りというのも重要なモチーフである。幼い頃に母親に甘やかされて育ったレオーネは少年時代に同年代の友人が少なく、それゆえ男同士の信頼関係というものに強い憧れを抱いていたと言われる。『夕陽のガンマン』におけるモンコとダグラス・モーティマー、『続・夕陽のガンマン』におけるブロンディーとトゥーコ、『夕陽のギャングたち』におけるジョン・マロリーとフアン・ミランダあるいはジョンの旧友ショーン、『ワンス・アポン・ア・タイム・イン・アメリカ』におけるヌードルスとマックスなど、男たちの関係はしばしばレオーネ作品の軸となり、物語と密接な関わりを持っている。
『ウエスタン』から『ワンス・アポン・ア・タイム・イン・アメリカ』までは、それまでの「ドル箱三部作」とは異なるアメリカの歴史物語である、とレオーネ本人は語っている。これら後期の作品群は前期の「ドル箱三部作」に対して「ワンス・アポン・ア・タイム三部作」と呼ばれることもある。これは幼い頃から憧れていた西部開拓史から近代社会までのアメリカの姿をレオーネなりに解釈した作品群という見方である。

### マカロニ・ウェスタンの父
1910年代からイタリアで西部劇は作られていたが、どれもハリウッド製西部劇を真似た二番煎じのB級映画ばかりだった。最終的にマカロニ・ウェスタンやスパゲッティ・ウェスタンと呼ばれるイタリア製西部劇を世界的に広めたのはレオーネである。だが、当初は資金難だったためドイツやスペインから資金を調達していたという。そのためよく金銭問題で喧嘩になったという逸話がある。
『荒野の用心棒』で顕著であるが、低予算のため知名度のある俳優が起用できず、ドイツやスペインなどヨーロッパ諸国から俳優を呼んで映画を撮影することもあった。そのため撮影現場で各国の俳優がそれぞれ自国語で演技したのを、後で公開する国ごとに声優が吹き替えるという手法が取られた。このやり方は後続のマカロニ・ウェスタン製作のスタンダードとなる。最盛期には年間数十本も濫造されたマカロニ・ウェスタンだが、1970年代に入ると観客に飽きられてしまい、急速にそのブームは失速した。
レオーネの作品が国際的に人気を得たため、『続・夕陽のガンマン』から『ワンス・アポン・ア・タイム・イン・アメリカ』にかけては様々なバージョンが製作された。主にアメリカなど世界に向けて上映するため上映時間を短縮したインターナショナル版と、母国イタリアで公開された完全版などがある。

## 評価
レオーネの映画作品は興行的に成功を収めたものでも、批評家たちからの評価は相対的に低かった。ダヴィッド・ディ・ドナテッロ賞のようなイタリア国内の賞を除けば、レオーネは生涯を通して自身とその監督作品に映画賞が与えられたことは一度も無かった。『続・夕陽のガンマン』や『ウエスタン』、『ワンス・アポン・ア・タイム・イン・アメリカ』などアメリカの資本を用いてハリウッドスターを起用した作品でも、アカデミー賞といった主だった映画賞はレオーネの存在を殆ど黙殺、辛うじて『ワンス・アポン・ア・タイム・イン・アメリカ』が1984年度のゴールデングローブ賞 監督賞や、英国アカデミー賞 監督賞にノミネートされただけである。これはレオーネのマカロニ・ウェスタンが伝統的な西部劇に食傷していたアメリカの観客に熱狂的に迎えられた反面、開拓者精神といったアメリカ固有の精神風土を無視し、露悪的とも言える生々しい暴力描写を用いたため保守的な批評家たちからの反発を招いたことが原因だと考えられる。『続・夕陽のガンマン』公開時に駆け出しの映画評論家だったロジャー・イーバートは、後年自身が30年前に書いたレビューを読んで、「もしかするとスパゲッティ・ウェスタン（マカロニ・ウェスタンのアメリカでの俗称）は芸術たり得ないと考えていたかもしれない」と述懐している。
その後、レオーネは娯楽一辺倒のマカロニ・ウェスタンから脱却し、幼い頃から憧れを抱いていたアメリカを彼なりに解釈するという、より成熟したテーマを扱った「ワンス・アポン・ア・タイム三部作」を発表する。しかし、皮肉なことに批評家のみならずアメリカの観客からも拒絶され、三作とも興行的には失敗に終わってしまう。『ウエスタン』や『夕陽のギャングたち』がフランスを中心としたヨーロッパでヒットし、日本でも『ワンス・アポン・ア・タイム・イン・アメリカ』がキネマ旬報選出の外国語映画ベスト・テン第1位に選ばれたりしたものの、これら後期の作品群がアメリカでも正当に評価されるようになったのは、公開後しばらく時間が経ってからのことである。多くの批評家たちが『ウエスタン』を西部劇というジャンルを代表する傑作だと絶賛し、レオーネ自身の手による『ワンス・アポン・ア・タイム・イン・アメリカ』完全版のビデオが半額のスタジオ編集版を大幅に上回る売れ行きを見せ、更にクエンティン・タランティーノといった若い世代の監督たちがこぞってレオーネから影響を受けたことを告白するに至って、アメリカでもレオーネが優れた映画監督として再評価されるようになった。公開当時に『続・夕陽のガンマン』や『ウエスタン』を痛烈に批判したTIMEも、2005年に発表した映画ベスト100のリストに両作品を含めている。
現在でもレオーネは大衆的な人気が勝ち過ぎたためか、芸術的な観点による「偉大な」映画監督たちの正当な系譜に連なる存在として認識されることは少ない。その反面前期の「ドル箱三部作」と後期の「ワンス・アポン・ア・タイム三部作」の両方が、映画ファンから熱烈な支持を受けている。IMDbではレオーネが生涯に監督した7作品のうち、『荒野の用心棒』『夕陽のガンマン』『続・夕陽のガンマン』『ウエスタン』『ワンス・アポン・ア・タイム・イン・アメリカ』の5作品が2015年7月現在ユーザーの選んだTop 250のリストにランクインしている。特に『続・夕陽のガンマン』は『七人の侍』や『シティ・オブ・ゴッド』といった名作を凌ぎ、ハリウッド以外で製作された映画の中で最高の順位を獲得、根強い人気があることを窺わせる。

## フィルモグラフィー
- ポンペイ最後の日 Gli ultimi giorni di Pompei / The Last Days of Pompeii （1959年） - 監督・脚本
- ロード島の要塞 Il colosso di Rodi / The  Colossus of Rhodes （1961年） - 監督・脚本
- 荒野の用心棒 Per un pugno di dollari / A Fistful of Dollars （1964年） - 監督・脚本
- 夕陽のガンマン Per qualche dollaro in piu / For Few Dollars More （1965年） - 監督・脚本
- 続・夕陽のガンマン Il buono, il brutto, il cattivo / The Good, the Bad and the Ugly （1966年） - 監督・脚本
- ウエスタン C'era una volta il West / Once Upon a Time in the West （1968年） - 監督・脚本
- 夕陽のギャングたち Giù la testa / Duck, You Sucker （1971年） - 監督・脚本
- ミスター・ノーボディ Il mio nome è Nessuno / My Name Is Nobody （1973年） - 原案
- ワンス・アポン・ア・タイム・イン・アメリカ C'era una volta in America / Once Upon a Time in America （1984年） - 監督・脚本